# Splaiul Independenței
Lo Splaiul Independenței è un importante asse stradale di Bucarest. Tra le vie più trafficate della città, attraversa il centro storico da nord-ovest a sud-est e, proseguendo subito dopo nello Splai Unirii, costeggia per 22 km il fiume Dâmbovița su entrambe le sponde. Il nome del viale è legato alla guerra russo-turca del 1877-1878.

## Edifici e monumenti
- Palazzo di Giustizia
- Università Politecnica di Bucarest
- Ospedale universitario
- Ospedale Cotroceni
- Istituto Victor Barbeș
- Liceo Mircea Eliade
- Giardino botanico
- Parco Eroilor
- Parco Venere
- Parco Izvor
- Parco Unirii
- Ponte del Ciurel
- Ponte Grozăvești
- Ponte Cotroceni
- Ponte Eroilor
- Ponte Izvor
- Ponte Națiunile Unite